# 五社神社 (春日井市)
五社神社（ごしゃじんじゃ）は、愛知県春日井市にある神社である。

## 概要
永享元年（1429年）創建と伝わり、天照大神、須佐之男命、日本武尊、建稲種命、宮簀姫命を祀る。
「玉野の秋祭り」と呼ばれる10月の例大祭では、地元保存会による棒の手の演武や火縄銃発射のデモンストレーションが披露される。また、「祇園祭」の名前で呼ばれる津島神社祭は地元の津島神社の例祭だったが、場所の問題もあって現在では毎年7月に五社神社前で催されており、山車からくりが奉納される。